# زخم زیتون
زخم زیتون فیلمی به تهیه‌کنندگی سید امیر پروین‌حسینی، کارگردانی محمدرضا آهنج و نویسندگی رضا مقصودی ساختهٔ سال ۱۳۸۳ است.
این فیلم موضوعی ضد اسرائیلی دارد. در این فیلم، ماجرای زنی فلسطینی به تصویر کشیده شده‌است که با وجود مخالفت همسرش برای بازگشت به جنگ علیه نیروهای اشغالگر، به‌طور ناخواسته در جریان جنگ قرار می‌گیرد و به حقایق جدیدی دست پیدا می‌کند.

## بازیگران
- یاسمین ارنادوط
- عدی رعد
- فیونا فیاض
- سعد حمدان
- علی طحان
- ولید سعدالدین
- غرتا عون
- حسن حمدان
- حسام صباح
- انجری ریحان